# Okpesi
Okpesi est un village du Ghana.

## Géographie
Okpesi est un village situé dans la région orientale du Ghana, dans le district de Lower Manya Krobo,. Il se trouve à environ 25,3 km au nord-est de Koforidua, la capitale régionale, et à environ 80 km au nord de Tema, une ville côtière.
Le village est situé à une latitude de 6.217°N et une longitude de 0.067°W, à une altitude d'environ 278 mètres (915 pieds) au-dessus du niveau de la mer.

## Histoire
Selon les traditions locales, les ancêtres des Okpesiens seraient venus du ciel et se seraient installés à Okpesi après avoir été guidés par un singe noir vers la montagne Krobo (Okpe Yo). Cette origine mythologique est un élément important de la culture et de l'histoire du village.

## Démographie
La population d'Okpesi est estimée à environ 160 habitants dans un rayon de 7 km.